# Krušinec
Krušinec é um município da Eslováquia, situado no distrito de Stropkov, na região de Prešov. Tem 2,62 km² de área e sua população em 2018 foi estimada em 242 habitantes.

## Demografia
| Ano:        | 1994 | 2004    | 2014   | 2024   |
| ----------- | ---- | ------- | ------ | ------ |
| Broj ljudi: | 212  | 254     | 258    | 235    |
| Razlika:    |      | +19,81% | +1,57% | -8,91% |

| Ano:               | 2023 | 2024   |
| ------------------ | ---- | ------ |
| Número de pessoas: | 233  | 235    |
| Diferença:         |      | +0,85% |